# (6611) 1993 VW
1993 في دابليو (ويعرف أيضًا باسم (6611) 1993 في دابليو وفق تسمية الكوكب الصغير) (بالإنجليزية: 1993 VW)‏ هو كويكب ضمن حزام الكويكبات؛ وترتيبه 6611 من حيث الاكتشاف.
اكتُشف هذا الجُرم الفلكي بواسطة Jeff T. Alu ‏ في 9 نوفمبر 1993.

## وصلات خارجية
- (6611) 1993 VW في قاعدة بيانات مختبر الدفع النفاث لأجرام النظام الشمسي الصغيرة

- الاكتشاف · مخطط المدار ·  العناصر المدارية · المعلمات المادية

- (6611) 1993 VW على موقع ويكي سكاي: DSS2, SDSS, GALEX, IRAS, Hydrogen α, X-Ray, Astrophoto, Sky Map, Articles and images